# Asanbosam
El asanbosam es una criatura vampírica de la mitología de África Occidental.
La leyenda es parte del folklore del pueblo Ashanti y se difundió desde Ghana a Costa de Marfil y Togo.
El asanbosam tenía colmillos y garras de hierro y se colgaba de las ramas de los árboles para atrapar a sus víctimas.